# Micropeza turcana
Micropeza turcana är en tvåvingeart som beskrevs av Townsend 1893. Micropeza turcana ingår i släktet Micropeza och familjen skridflugor. Inga underarter finns listade i Catalogue of Life.